# Mikita Ruszlanovics Sevcsenko
Mikita Ruszlanovics Sevcsenko (ukránul: Микита Русланович Шевченко; Horlivka, 1993. január 26. –) ukrán válogatott labdarúgó, a Sahtar Doneck játékosa.
Az ukrán válogatott tagjaként részt vett a 2016-os Európa-bajnokságon.